# Eli Arnstad
Pour les articles homonymes, voir Arnstad.
Eli Arnstad (née le 4 mai 1962 à Stjørdal) est une fonctionnaire et femme politique norvégienne pour le Parti du centre.

## Biographie
Eli Arnastad est la sœur jumelle de la femme politique Marit Arnstad. Ayant été diplômée au lycée en 1981, elle préside le chapitre régional de la jeunesse du Parti du centre de 1982 à 1985. Elle est alors impliquée dans Nordiska Centerns Ungdomsforbund, présidant cette organisation de 1989 à 1991.
Elle est représentante-adjointe du Nord-Trøndelag au Parlement norvégien pendant les mandats de 1985-1989 et 1989-1993. De 1985 à 1986 et 1989 à 1990, elle travaille en tant que représentante régulière pour Johan J. Jakobsen qui est nommé à deux cabinets différents, le second cabinet Willoch et le cabinet Syse. Au niveau local, Eli Arnstad est membre du conseil du comté de Nord-Trøndelag de 1983 à 1991.
Elle apprend le business à l'Université du Nord-Trøndelag. Elle a aussi minoritairement travaillé dans le droit public en 1986 et dans la science politique en 1989. Ayant clos sa carrière politique, elle occupe un certain nombre de postes en tant que fonctionnaire, le plus longtemps en tant que PDG d'Enova depuis 2001. Depuis 2006 elle est aussi un membre du conseil à Posten Norge.